# Fanny
Fanny és una pel·lícula estatunidenca de 1961 dirigida per Joshua Logan. És l'adaptació cinematogràfica de la comèdia musical homònima creada a Broadway el 1954. Ha estat doblada al català.

## Argument
A Marsella, prop del Port Vell, Fanny, filla de la venedora de peixos Honorine, i Marius, fill de César, patró del Bar de la Marina, s'estimen secretament des de fa molt de temps. Però l'atracció de Marius per la mar se l'emporta. Quan abandona Marsella, ignora que Fanny està embarassada. Per evitar el deshonor de trobar-se mare soltera, Fanny accepta casar-se amb Honoré Panisse, un comerciant d'edat, però que, informat de la situació, reconeix el nounat batejant-lo Césariot. Quan Marius torna un dia, Césariot és ja un jove. Honoré ha mort, els sentiments de Fanny i Marius són intactes i, malgrat la difícil acceptació de la veritat per Césariot, els enamorats marsellesos acabaran els seus dies junts.

## Repartiment
- Leslie Caron: Fanny Cabanisse
- Horst Buchholz: Marius
- Maurice Chevalier: Honoré Panisse
- Charles Boyer: Cesar
- Georgette Anys: Honorine Cabanisse
- Salvatore Baccaloni: Escartefigue (el capità del Ferry)
- Lionel Jeffries: Monsieur Brun
- Raymond Bussiare s: l'almirall
- Joël Flateau: Césariot, fill de Fanny i de Marius
- Victor Francen: Louis Panisse
- Paul Bonifas: el carter
- Jacques Ary: un mariner (no surt als crèdits)
- Daniel Crohem: (no surt als crèdits)
- Dominique Davray: una venedora de peix (no surt als crèdits)
- Germaine Delbat: la dona de Louis Panisse (no surt als crèdits)
- Clément Harari: (no surt als crèdits)
- Maguy Horiot: (no surt als crèdits)
- Moustache: (no surt als crèdits)
- Jean Ozenne: un consumidor (no surt als crèdits)
- Jean Panisse: un passant (no surt als crèdits)
- Pâquerette: una convidada a l'aniversari (no surt als crèdits)
- Hélène Tossy: una venedora de peix (no surt als crèdits)
- René Tramoni: (no surt als crèdits)

## Premis i nominacions

### Nominacions
- 1962. Oscar al millor actor per Charles Boyer
- 1962. Oscar a la millor fotografia per Jack Cardiff
- 1962. Oscar al millor muntatge per William Reynolds
- 1962. Oscar a la millor pel·lícula
- 1962. Globus d'Or a la millor pel·lícula dramàtica
- 1962. Globus d'Or al millor actor dramàtic per Maurice Chevalier
- 1962. Globus d'Or a la millor actriu dramàtica per Leslie Caron
- 1962. Globus d'Or a la millor banda sonora original per Harold Rome

## Al voltant de la pel·lícula
- El 1954, es va representar a Broadway, Fanny, una comèdia musical que agafava els arguments de la trilogia marsellesa de Marcel Pagnol. El llibret és de S.N. Behrman i Joshua Logan i la música de Harold Rome. L'adaptació cinematogràfica conserva la intriga mentre que els temes musicals són abandonats.